# MercyMe Live
MercyMe Live é o primeiro DVD da banda MercyMe, lançado em 2004.

## Faixas
1. In The Air Tonight (Phil Collins Cover)
2. On My Way To You
3. The Change Inside Of Me
4. Here Am I
5. Fairest Lord Jesus
6. How Great Is Your Love
7. Love Of God
8. Here With Me
9. I Surrender All
10. Homesick
11. He Is Lord
12. Spoken For
13. World Of God Speak
14. Homesick Reprise / I Can Only Imagine
15. Where The Streets Have No Name (U2 Cover)